# 深見奈緒子
深見 奈緒子（ふかみ なおこ、1956年 - ）は、日本の建築史家。イスラーム建築史・都市史専攻。東京大学東洋文化研究所客員教授、早稲田大学イスラーム地域研究機構研究院教授を経て、日本学術振興会カイロ研究連絡センターセンター長。地中海学会ヘレンド賞受賞。

## 人物・経歴
群馬県生まれ。1979年東京都立大学工学部建築学科卒業。1981年東京都立大学大学院工学研究科建築学専攻修士課程修了。1998年横浜国立大学博士（工学）。2005年地中海学会ヘレンド賞受賞。
東京大学東洋文化研究所客員教授、早稲田大学イスラーム地域研究機構研究院教授を経て、2015年から日本学術振興会カイロ研究連絡センターセンター長を務めた。専門はイスラーム建築史、インド洋建築史。

## 著書
- 『イスラーム建築の見かた : 聖なる意匠の歴史』東京堂出版 2003年
- 『世界のイスラーム建築』講談社現代新書 2005年
- 『イスラーム建築の世界史』岩波書店 2013年

### 編集
- 『イスラム建築がおもしろい！』彰国社 2010年

### 翻訳
- ジョン・パイル著『インテリアデザインの歴史』柏書房 2015年

（大橋竜太, 末永航, 高木陽子, 田島恭子, 田中厚子, 羽生修二, 星和彦, 安田結子, 横山稔, 渡辺真弓と共訳）
- フリードリヒ・ラゲット著『アラブの住居 : 間取りや図解でわかるアラブ地域の住まいの仕組み』マール社 2016年

### 監修
- 『全球都市全史研究会報告書 : 総合地球環境学研究所・メガ都市プロジェクト』総合地球環境学研究所・メガ都市プロジェクト 2010-12年
- 『世界の美しいモスク』エクスナレッジ 2016年